# Саврич Карл Авксентійович
Саврич Карл Авксентійович (псевдонім — Максимович; 18 січня 1892, Кукільники (нині село Галицький район, Івано-Франківська область) — 17 липня 1934, Москва) — український громадсько-політичний діяч, співзасновник і секретар ЦК Комуністичної партії Східної Галичини, секретар посольства УСРР у Варшаві (1922—24), член політбюро ЦК КПЗУ (1925—28).

## Життєпис
Навчався у Станіславській гімназії, на юридичному факультеті Львівського університету. У роки Першої світової війни — стрілець Легіону Українських січових стрільців (1914—16), згодом перебував у російському полоні.
Діяч лівого крила Української партії соціалістів-революціонерів, УПСР (боротьбистів) (1917—19). Співзасновник і секретар ЦК Комуністичної партії Східної Галичини (лютий 1919). Служив в Українській Галицькій армії (1919—20).
На початку 1921 організував закордонний комітет Комуністичної партії Східної Галичини, згодом — секретар посольства УСРР у Варшаві (1922—24). З 1924 року працював заступником Уповноваженого Народного комісаріату закордонних справ СРСР при Раді народних комісарів Української СРР. Кандидат у члени політбюро ЦК КП(б)У, водночас — член політбюро ЦК КПЗУ (1925—28). 1927 виступив на захист більшості ЦК КПЗУ і наркома освіти УСРР О.Шумського, звинувачених керівництвом ВКП(б) і КП(б)У в націоналізмі. 
Виключений з партії (1929), переведений у Москву, засуджений в 1933 р. за сфабрикованою ДПУ справою Української військової організації до 10 років ув'язнення.
Скоїв самогубство або був вбитий в м. Москва 17 липня 1934 року. В 1958 року реабілітований в судовому та партійному порядках.